# Robert Todd Lytle
Robert Todd Lytle, född 19 maj 1804 i Williamsburg i Ohio, död 22 december 1839 i New Orleans i Louisiana, var en amerikansk demokratisk politiker. Han var ledamot av USA:s representanthus 1833–1835.
Lytle studerade juridik i Louisville inledde 1824 sin karriär som advokat i Kentucky. Han fortsatte sedan som advokat i Cincinnati i Ohio. År 1833 efterträdde han James Findlay som kongressledamot och efterträddes 1835 av Bellamy Storer. Det fanns ett kort uppehåll år 1834 i Lytles ämbetsperiod. Han avgick, fyllnadsval utlystes, han vann fyllnadsvalet och fortsatte som kongressledamot fram till mandatperiodens slut. Lytle avled 1839 i New Orleans och gravsattes på Spring Grove Cemetery i Cincinnati.